# Obturador
|  | Per a altres significats, vegeu «Obturador (desambiguació)». |

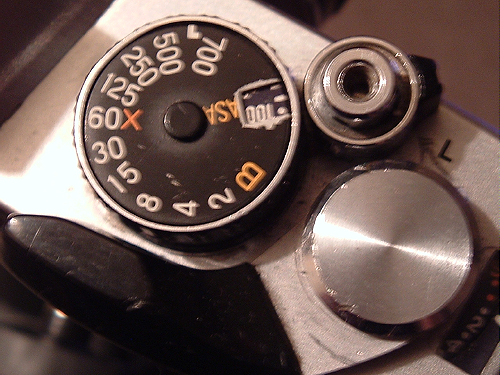
Dial de l'obturador en una Fujica STX-1.

L'obturador és el dispositiu d'una càmera fotogràfica que controla el temps durant el qual arriba la llum a la pel·lícula fotogràfica a la fotografia química, (o al sensor d'imatge a la fotografia digital). Aquest temps és conegut com la velocitat d'obturació. Juntament amb l'obertura del diafragma, la velocitat d'obturació és el principal mecanisme per controlar la quantitat de llum que arriba a l'element fotosensible.

## Tipus
Actualment podem distingir diferents tipus d'obturador:
- Obturador de làmina simple
- Obturador central (o de làmines)
- Obturador de pla focal (o de cortina)
- Obturador electrònic.

### Obturador de làmina simple
L'obturador de làmina simple és un tipus d'obturador primitiu de la càmera fotogràfica que consisteix en un mecanisme amb una o més fulles de metall pivotants que, normalment, no permeten que la llum penetri a través de l'objectiu i arribi a la pel·lícula, però que quan s'activa l'apertura de l'obturador es mouen les fulles de metall per descobrir la lent de l'objectiu durant el temps requerit per realitzar l'exposició, i posteriorment es tanca.

### Obturador central
L'obturador central, (també anomenat obturador de làmines), està compost per un conjunt de làmines metàl·liques situades a l'interior de l'objectiu i que s'obren de forma radial, durant un temps fixat i amb una obertura escollida. Quan s'acciona el disparador, les làmines se separen del centre i es mantenen obertes fins que transcorre el temps d'exposició establert. El seu avantatge és que es pot sincronitzar amb el flaix a qualsevol velocitat, i el seu desavantatge és que la velocitat màxima d'exposició no pot superar 1/500 s.
Existeixen obturadors centrals que funcionen de forma mecànica i d'altres molt més precisos que són electrònics.
És el tipus d'obturador més comú en les càmeres de gran format.
Cada cop el seu ús disminueix, ja que molts objectius de les càmeres ja l'incorporen.

### Obturador de pla focal
L'obturador de pla focal, (també anomenat obturador de cortina), està situat a l'interior de la càmera, davant del dispositiu fotosensible. Està format per dos cortines, fetes d'una aliatge molt lleuger, el moviment de les quals està controlat per l'electrònica de la càmera.
Funciona a partir d'un sistema de cortinetes de tela o metall que es desplacen davant la imatge vertical o horitzontalment deixant entre els dos una petita finestra la qual la seva amplada i velocitat determinen el temps d'obturació.
El pla focal tapa les pel·lícules entre exposicions fet que permet que la llum travessi el negatiu. Pel que fa a la seva velocitat, és recomanable entre 1/60 o 1/125 perquè ha d'estar totalment obert perquè les cortinetes no tapin cap part de la pel·lícula davant del flash.

### Obturador d'alta velocitat
Linden Gledhill, sense tenir els coneixements necessaris per crear un sistema sofisticat que activi l'obturador, va utilitzar materials propis, no tant professionals o especialitzats. Anomenà aquesta invenció pròpia StopShot, utilitzat amb l'objectiu de prendre fotografies macro d'insectes en vol. L'exposició d'aquest tipus de fotografies es deu gràcies a l'obturador obert i una duració curta de llum provinent un flash d'alta velocitat. El flash permet capturar moviments ràpids i obtenir, així, imatges menys borroses. La presa de fotografies de la manera especificada anteriorment es fa a causa de la demora de l'obturador. Mentre el flash respon instantàniament al disparadors, la càmera no ho fa. Si s'intenta establir que la càmera capturi una acció molt ràpida són moltes les ocasions en què el moment d'interès o ha acabat o no queda enquadrat, a causa del lent temps de resposta de l'aparell fotogràfic. Aquest tipus d'obturador és capaç de resoldre el problema de la demora del mateix mecanisme. Amb un obturador amb menys de 6mS com a temps de resposta es dona la possibilitat de capturar fins al moviment més ràpid sense que el subjecte, o punt d'atenció, es mogui fora de l'enquadrament. És necessari minimitzar la llum d'ambient també perquè pot provocar una imatge romanent.
L'acció del flash, juntament amb la de l'obturador d'alta velocitat permeten capturar el moviment molt més ràpidament del que ho faria un obturador normal i corrents com aquell integrat a la càmera. El sensor de la càmera ha d'estar completament exposat tot d'un cop perquè l'espai quedi perfectament il·luminat.
L'obturador d'alta velocitat és annexat a la lent de la càmera. La distància de la lent fins al final de l'obturador és de 23 mm.
El dispositiu va resultar ser tan impressionant que l'empresa anomenada Cognisys va decidir comercialitzar la seva creació.

### Obturador electrònic
En aquest cas, no és un dispositiu físic, sinó que és una ordre electrònicaque dictamina el període en què el quadre de la imatge serà exposat. Està present en totes les càmeres de vídeo i en la majoria de cine digital. Per tant, la velocitat de l'obturador és únicament el temps de la lectura de totes les columnes i files de píxels de les que està fetes el dispositiu captador de la imatge a una velocitat de quadre determinada.

## La velocitat d'obturació
La velocitat d'obturació és el temps en què les cortinetes romanen obertes quan es fa una fotografia. La velocitat de l'obturador, també denominada temps d'exposició, és un pilar bàsic de la fotografia. Gràcies a aquest paràmetre podem controlar l'estona que està la pantalla fotosensible rebent llum, així podem controlar el moviment de la fotografia i l'exposició. Només amb aquest paràmetre podem aconseguir congelar un moviment o, al contrari, mostrar el moviment en la fotografia. A més també ens serveix per controlar la quantitat de llum que entre, per tant quan un ambient és molt fosc podem baixar la velocitat de l'obturador i, per tant, deixar que entri llum durant més estona i així aconseguir una fotografia clara.
A continuació mostrarem l'escala universal de velocitat:
| Valor | temps d'equivaloració del disparador |
| ----- | ------------------------------------ |
| B     | mentre es manté polsat el disparador |
| 30"   | 30 segons                            |
| 15"   | 15 segons                            |
| 8"    | 8 segons                             |
| 4"    | 4 segons                             |
| 2"    | 2 segons                             |
| 1"    | 1 segons                             |
| 2     | 1/2 segons                           |
| 4     | 1/4 segons                           |
| 8     | 1/8 segons                           |
| 15    | 1/15 segons                          |
| 30    | 1/30 segons                          |
| 60    | 1/60 segons                          |
| 125   | 1/125 segons                         |
| 250   | 1/250 segons                         |
| 500   | 1/500 segons                         |
| 1000  | 1/1000 segons                        |
| 2000  | 1/2000 segons                        |
| 3000  | 1/3000 segons                        |
| 4000  | 1/4000 segons                        |

### Temps d'obturació curts
Quan els sistemes d'exposició automàtics poden ajustar lliurement l'obturador o el diafragma, com succeeix en la manera de programes, solen estar dissenyats per triar el temps d'obturació més curt possible juntament amb una obertura apropiada, per a l'exposició correcta. Aquesta norma minimitza la trepidació de la càmera i prevé el moviment del subjecte. A més, els temps d'obturació curts permeten a la càmera disparar seqüències al seu nivell màxim. En condicions estàndards de llum, suposa uns temps d'obturació d'entre 1/125 - 1/500 seg.

### Temps d'obturació llargs
Els baixos nivells de llum generalment demanen exposicions llargues, però també s'inclouen altres motius: la baixa sensibilitat de la captura del mitjà -la pel·lícula o el sensor-; l'ús d'una obertura petita per a augmentar la profunditat de camp; l'ús de filtres, que redueixen la quantitat de llum que entra per l'objectiu com teleconvertidors o extensions per a augmentar l'abast d'enfocament en distàncies curtes.
Els temps d'obturació llargs donen lloc a efectes secundaris no desitjats. Quan es fotografia amb pel·lícula, la sensibilitat pot disminuir amb exposicions llargues, que causa subexposició si no es corregeix. També té l'efecte de produir l'error de reciprocitat del diafragma i l'obturador. Un ajust a un segon amb f/22 pot produir un negatiu menys dens que un de 1/125 seg amb f/2,8.
Amb la captura digital les exposicions llargues produeixen un augment del soroll, degut a la interferència elèctrica amb la senyal d'imatge. Aquesta es pot reduir a través de processos interns de reducció de soroll dissenyats per al circuit específic de la càmera.
Una altra diferència entre els obturadors mecànics y els controlats electrònicament és que els mecànics no consumeixen electricitat mentre estan oberts, i sí ho fan els obturadors electrònics i els de les càmeres digitals.

## Angle d'obturació
Aquest és un concepte heretat de les càmeres mecàniques de cine. Es tracta de l'equivalent al concepte de velocitat d'obturació - conepte tractat en el punt anterior - de la fotografia. En els dos casos, l'obturador permet obtenir un efecte de distorció de la imatge. Tot i això, aquest concepte s'aplica en la imatge en moviment (cine i vídeo).
El terme angle d'obturació és una forma fàcil de descriure la velocitat d'obturació relativa als fotogrames per segon. Prové de l'obturador rotatiu, en què un disc amb un angle d'obertura determinat permet entrar llum per cada revolució (volta), exposant així cada fotograma. Si l'angle és més gran, més lenta és la velocitat d'obturació, i viceversa. I quan més lenta la velocitat d'obturació, la distorció del moviment serà major, i quan sigui més ràpida, més nítida serà la imatge, tot i que la sensació de continuïtat del moviment serà menor (vegeu Efecte estroboscòpic).
Tot i que les càmeres actuals no necessiten controlar la velocitat d'obturació d'aquesta manera, aquesta terminologia ha persistit com una forma de descriure l'aparició de motion blur al vídeo. Quant més alta sigui l'exposició, determinada per l'angle d'obturació, més moviment és capturat per cada fotograma.
Tot i que les càmeres de vídeo només permetien un angle determinat d'obertura, el digital permet noves possibilitats. Tal com la longitud focal i l'obertura són eines creatives utilitzades, l'angle d'obturació pot tenir un paper important pel que fa al moviment.

### Conversió
| Velocitat d'obturació | Angle d'obturació |
| --------------------- | ----------------- |
| 1/32                  | 270°              |
| 1/48                  | 180°              |
| 1/50                  | 178,8º            |
| 1/60                  | 144º              |
| 1/96                  | 90°               |
| 1/120                 | 72º               |
| 1/198                 | 45°               |
| 1/348                 | 22,5º             |
| 1/696                 | 11º               |
| 1/1000                | 8,6º              |

## Retard de l'obturador
El retard de l'obturador és el temps que passa entre que pressionem el disparador i l'obturador s'obre i comença l'exposició. Hi ha càmeres on aquest petit retard és quasi imperceptible, però hi ha algunes on és una mica significatiu. Tot i així per fotografia diària no és un problema, només pot arribar-se a convertit en un handicap en fotografies esportives o d'objectes que es mouen molt ràpidament. Aquest petit retard és més habitual en càmeres compactes o en les càmeres dels telèfons mòbil.

## Cicles de vida
Un cicle de l'obturador és cada cop que aquest fa el procés de deixar passar la llum, és a dir, cada cop que es fa una fotografia. Actualment hi ha diversos debats oberts per saber i concloure si les càmeres fotogràfiques tenen data de caducitat, però el que és clar és que l'obturador té uns cicles màxims de funcionament perfecte. Generalment el cicle de vida d'un obturador és una dada que surt en les especificacions de les càmeres. Normalment arriben a 200.000 cicles o les càmeres de games més professionals i poden arribar a 500.000 en càmeres amb ràfegues molt elevades. Per exemple la Canon 7D té aproximadament 200.000 cicles aproximadament i la 70D uns 100.000.
Quan a un obturador se li acaben els cicles no vol dir que deixi de funcionar, simplement que no és tan segur que funcioni perfectament, tot i que normalment dura funcionant bé bastant més cops després del número l'indicat. Quan una marca proposa un nombre de cicles màxims als quals arriba una càmera vol dir que més o menys un 80% de les càmeres d'aquella gama arribaran a aquest límit i deixaran de funcionar bé. 
La informació de la quantitat de cicles que li queden a una càmera acostuma a anar en la informació EXIF d'una imatge. Hi ha programes que poden llegir aquesta informació, com Camera Shutter Count, però actualment inclús programes com Photoshop poden descobrir les xifres. Hi ha càmeres que no contenen la informació al EXIF com la Canon EOS 200D, per intentar saber els cicles que queden en aquestes cames són recomanats alguns programes no gratuïts com podria ser RawDigger o PIE Studio.
També s'ha de tenir en compte que hi ha altres aspectes que afecten la durabilitat de l'obturador de les nostres càmeres, per exemple elements mediambientals o d'ús (si la tractem millor o pitjor). Els time lapse poden reduir la vida d'un obturador, pel simple fet que en poca estona fa molts dispars.